# Richard Southwell Bourke, VI conte di Mayo
Richard Southwell Bourke, VI conte di Mayo (Dublino, 1822 – Port Blair, 1872), è stato un politico britannico.
Fervente tory, fu viceré dell'India dal 1869. Fu un buon governatore, dedito alla riorganizzazione delle infrastrutture del Paese e, allo stesso tempo, a limitare i sogni di egemonia della Russia.

## Biografia
Nato a Dublino, Mayo era il figlio maggiore di Robert Bourke, 5º conte di Mayo (figlio dell'on. Richard Burke, vescovo di Waterford e Lismore), e di sua moglie, Anne Charlotte, figlia dell'on. John Jocelyn. Suo fratello minore, l'On. Robert Bourke fu anche un politico di successo. Ha studiato al Trinity College di Dublino. Lui e i suoi fratelli erano abili cavalieri e amavano la caccia alla volpe.

## Politica
Dopo aver viaggiato in Russia, Mayo fu eletto deputato per Kildare (1847–52), Coleraine (1852–7) e Cockermouth (1857–68). Fu nominato tre volte segretario capo per l'Irlanda - nel 1852, 1858 e 1866 - e nel 1869 divenne il quarto viceré dell'India, dove veniva spesso chiamato "Lord Mayo".
Fondò il Mayo College ad Ajmer per l'educazione dei giovani capi indiani, con una sottoscrizione di 70.000 sterline da parte degli stessi capi.

## Assassinato
Nel 1872 venne ucciso con una daga da Sher Ali Afridi, un carcerato che voleva uccidere un alto ufficiale inglese per vendetta.

## Il ricordo

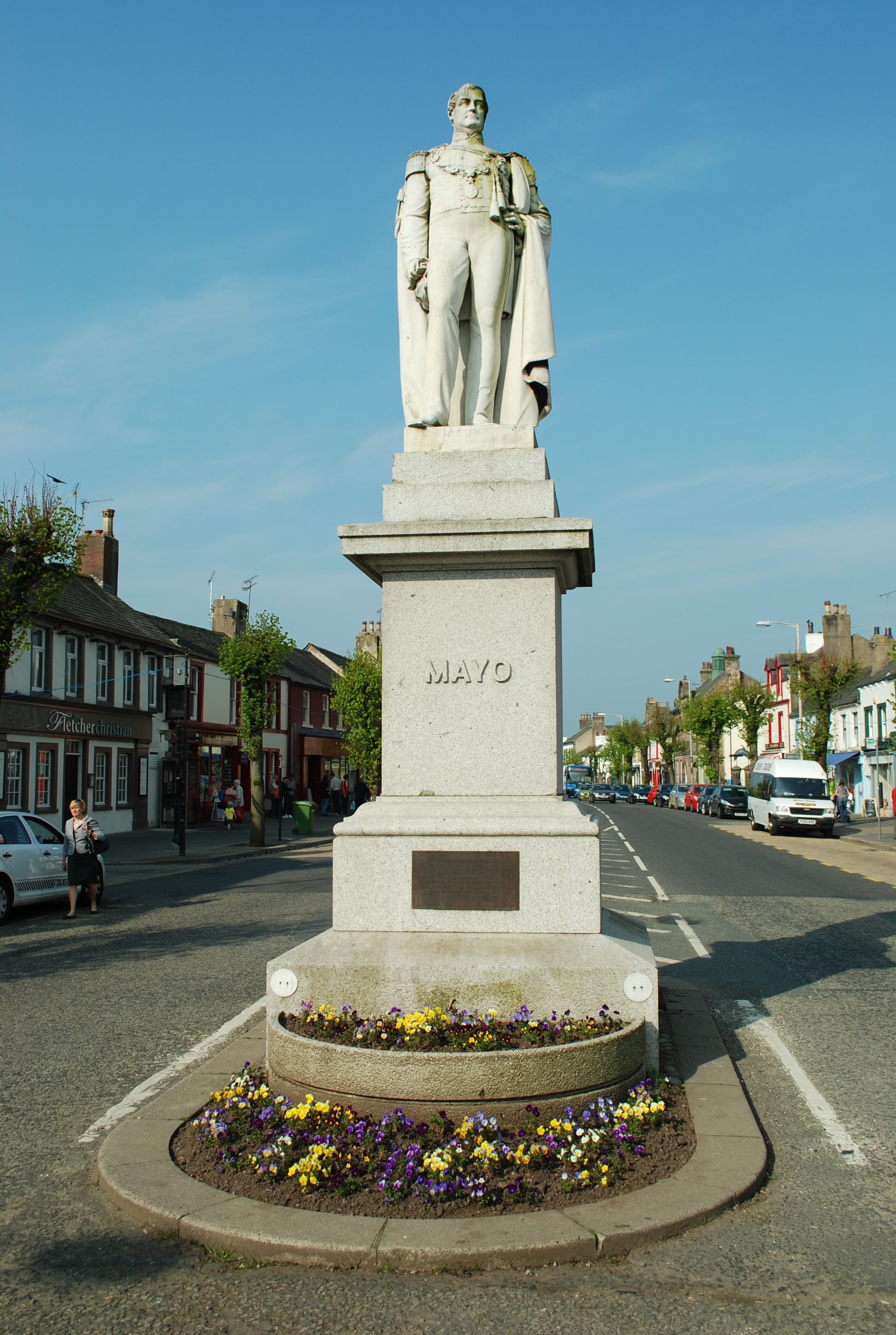
Statua di Lord Mayo nella città di Cockermouth

- A lui è stata intitolata la tradizionale marcia irlandese "Lord Mayo" (Tiagharna Mhaighe-eo); secondo la tradizione, è stata composta dal suo arpista David Murphy per placare Mayo dopo che Murphy lo aveva fatto arrabbiare.

- Nel 1873, la farfalla a coda di rondine Papilio mayo, scoperta recentemente nelle Isole Andamane, fu chiamata in suo onore.

- Il Mayo Hospital è uno degli ospedali più antichi e più grandi di Lahore, Punjab, Pakistan.

- Una statua di Lord Mayo era stata installata nei locali dell'ospedale Mayo (attualmente noto come Mahilya Chikatsalya, Jaipur). La statua in ghisa alta 9 piedi (2,7 m), del peso di circa 3 tonnellate, fu ordinata scolpita dal Maharaja Ram Singh ji di Jaipur, come tributo a Lord Mayo dopo il suo assassinio. Gli scultori furono J. Forsyth e R. Monti. Il nome dell'azienda inciso sulla statua era R. Masefield & Co., Londra.

## Vita privata
Lord Mayo sposò Blanche Julia, figlia di George Wyndham, I barone di Leconfield, nel 1848. Gli successe nella contea il figlio maggiore, Dermot. Lady Mayo morì nel 1918.